# Миклаушени (Јаши)
Миклаушени (рум. Miclăușeni) насеље је у Румунији у округу Јаши у општини Бутеа. Oпштина се налази на надморској висини од 232 m.

## Становништво
Према подацима из 2002. године у насељу је живело 471 становника, од којих су сви румунске националности.